# Wellington (Somerset)

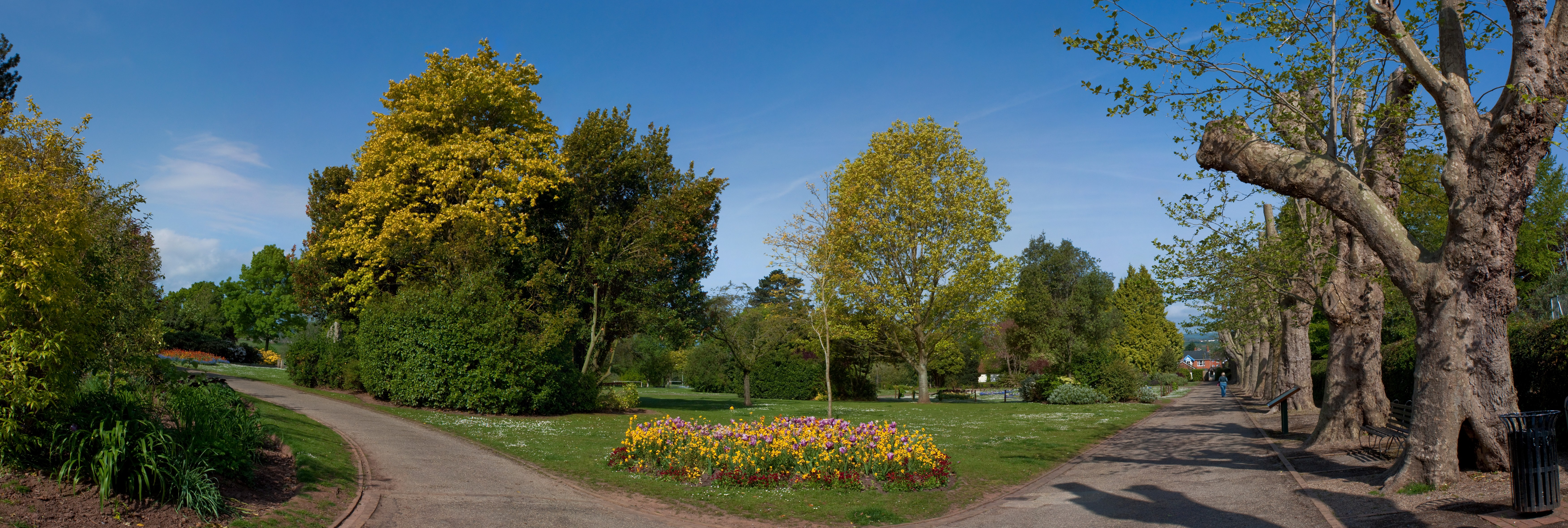
Eingang zum Park in Wellington

Wellington ist eine kleine Industriestadt in Somerset, England. Sie liegt ca. 11 km südwestlich von Taunton, nahe der Grenze zu Devon. Die Stadt hat 13.696 Einwohner.

## Geschichte
Die frühesten Aufzeichnungen über Wellington stammen vom Anfang des 10. Jahrhunderts, damals noch als Weolingtun. Die Stadt wurde auch im sogenannten Domesday Book erwähnt, worin verzeichnet ist, dass in Walingtone und West Buckland 61 Bauern („farmer“), 65 Kleinbauern („smallholder“) und 32 Leibeigene („serf“) beschäftigt sind.
Seit 1837 besteht die Wellington School.

## Städtepartnerschaften
Wellington unterhält folgende Städtepartnerschaften:
- Immenstadt, Deutschland (seit 1985)
- Lillebonne, Frankreich (seit 1964[1])
- Torres Vedras, Portugal

## Persönlichkeiten
- James Lackington (1746–1815), Buchhändler
- Harry Cording (1891–1954), Schauspieler
- Simon Singh (* 1964), Wissenschaftsjournalist, Autor und Produzent
- Ryan Searle (* 1987), Dartspieler